# Šaprance
Šaprance (cyr. Шапранце) – wieś w Serbii, w okręgu pczyńskim, w gminie Trgovište. W 2011 roku liczyła 74 mieszkańców.